# مجلس الشيخ عبد الرحمن الزبير
أسرة آل الزبير من الأسر العربية التي سكنت محلة باب الشيخ في بغداد، وعرف بعض رجالها من أمثال الشيخ عبد الرحمن الزبير الذي كان له مجلس في محلهِ في سوق القزازين يرتاده العلماء  والفضلاء، ويحفظ البغداديون الكثير من أخباره وآثاره، إذ كان أشبه بمجمع علمي أدبي، يجتمع فيه العلماء من أمثال الشيخ نعمان الآلوسي، والعلامة عبد الملك الشواف، والشيخ محمود شكري الآلوسي، والسيد يوسف عطا مفتي بغداد، والعلامة نعمان الأعظمي، والشيخ حمدي الأعظمي، إذ كان محله في السوق حلقة اتصال فيما بينهم، ولقضاء بعض حوائجهم، وكان الشيخ عبد الرحمن الزبير يتصف بخصال عديدة وله أمانة في المعاملة والتجارة، وتوفي في عام 1367هـ/1947م، ودفن ببغداد في مقبرة الغزالي. ومن أحفاده المحامي عبد الرزاق بن عبد القادر الزبير، الذي قام مقام جده في مجلسه، وحل محله في العدل والنزاهة.